# Zwei weibliche Halbakte
Zwei weibliche Halbakte ist ein expressionistisches Gemälde von Otto Mueller aus der Zeit um 1919.

## Beschreibung
Otto Mueller malte die Halbakte mit Leimfarbe auf Rupfen. Dieser grobe, durchlässige Malgrund gehört mit zur Komposition des Bildes. Er wird von der Farbe nicht überall vollständig überdeckt, wodurch die Wirkung erzielt wird, als werde die Farbe vom Untergrund aufgesogen. Das Bild, in der rechten oberen Ecke mit O. M. signiert, zeigt zwei junge, schwarzhaarige Frauen mit vollen Lippen und schmalen, fast dreieckig zulaufenden Gesichtern, die mit schmalen schwarzen Augen den Betrachter anblicken. Die rechte ist frontal gesehen, die linke leicht von rechts. Die Umrisse der Körper, die bis kurz oberhalb des Bauchnabels gezeigt werden, sind mit schwarzen Pinselstrichen angegeben, ebenso ist die Binnenzeichnung schwarz. Die Gestalten, insbesondere die rechte, die eine etwas hellere Hautfarbe als die linke aufweist, sind mit bläulichem Weiß erhöht. Der Hintergrund ist in gelben und grauen Tönen gehalten, wobei die Köpfe der Figuren von breiten gelben Pinselstrichen umrahmt sind.

## Geschichte
Otto Mueller wandte sich nach seiner Rückkehr aus dem Ersten Weltkrieg seinem alten Motivkreis wieder zu. Zwei weibliche Halbakte sticht jedoch von Muellers anderen Arbeiten ab, da seine Bilder in der Regel ganzfigurige nackte Menschen zeigten. Das Bild befand sich bis 1935 in Breslau. Dort arbeitete Mueller seit 1919 an der Akademie; das Gemälde wurde von dem in Breslau ansässigen Sammler Dr. Ismar Littmann gekauft. Littmann war mit Mueller persönlich bekannt und kaufte insgesamt zwei Gemälde und 128 Grafiken des Künstlers.
Der Rechtsanwalt Littmann nahm sich wegen der Repressalien der Nationalsozialisten im Dezember 1934 das Leben. Seine Witwe gab daraufhin einen Teil der Sammlung, die rund 6000 Werke umfasste, in die 188. Versteigerung des Berliner Auktionshauses Max Perl, die am 26. und 27. Februar 1935 stattfand. Sie wollte damit die Auswanderung für ihre Kinder und sich selbst finanzieren. Auch die Zwei weiblichen Halbakte befanden sich unter den Bildern, die zu diesem Zweck versteigert werden sollten; sie wurden jedoch zwei Tage vor der Auktion von der Gestapo als „kulturbolschewistische Darstellung[en] pornographischen Charakters“ beschlagnahmt. Das Gemälde wurde 1937 in der Münchner Ausstellung „Entartete Kunst“ gezeigt.
Die Galerie Fischer in Luzern versuchte 1939 Zwei weibliche Halbakte für 850 Schweizer Franken zu versteigern, hatte aber keinen Erfolg. Das Bild kehrte nach Deutschland zurück, ging für 100 oder 150 US-Dollar an den Kunsthändler Hildebrand Gurlitt und wurde von diesem später an Josef Haubrich verkauft. Die Sammlung Haubrich wurde 1946 dem damaligen Wallraf-Richartz-Museum (heute Museum Ludwig) in Köln gestiftet. Dort blieb das Bild, das angeblich durch die Nationalgalerie Berlin dem Künstler abgekauft worden war, bis zu seiner Rückerstattung an die Tochter Littmanns, Ruth Haller, im Jahr 1999. Ein Rückerwerb für das Museum Ludwig gelang im Jahr 2000. In Köln besteht seit 2001 eine Forschungsstelle für Provenienzforschung.
Im Oktober 2024 veröffentlichte der französische Zeichner Luz die Graphic Novel Deux filles nues, in dem das Bild seine Geschichte erzählt.